# Вплив пандемії COVID-19 на збройні сили
Збройні сили відіграють вирішальну роль у реагуванні на кризові та надзвичайні ситуації. У відповідь на поширення коронавірусної хвороби 2019 збройні сили в багатьох країнах були готові розгорнути свої госпіталі для надання допомоги цивільному медичному персоналу, та перепрофілювали діючі госпіталі шляхом створення додаткових ліжок для лікування хворих на COVID-19, а також надали інші додаткові ресурси. Пандемія COVID-19 вплинула на збройні сили не лише допомогою у подоланні кризи в цивільній службі охорони здоров'я, але й справила значний вплив на військову діяльність. COVID-19 негативно вплинув також на аспекти безпеки та оборони, включаючи військові місії, операції та навчання. Значне поширення хвороби може обмежити здатність збройних сил виконувати поставлені на них завдання. Багато військових тренувань і навчань були перенесені або скасовані.

## Вплив COVID-19

### Вплив на підготовку новобранців
Навчання армійських новобранців, у яких беруть участь кілька сотень нових солдатів, під час пандемії COVID-19 збільшило ризик інфікування коронавірусом. Обмеження поширення COVID-19 було головним пріоритетом, щоб забезпечити безперервне проведення навчання новобранців. Першим заходом для сповільнення поширення хвороби було обмеження пересування стажерів і інструкторів через встановлення карантину або локдауну, або інших форм карантинних обмежень.
Карантинні обмеження внаслідок COVID-19 обмежили вхід викладачів до учбових закладів, зменшили кількість нових слухачів, а заключний етап навчання після вступу залишився незавершеним. Процес набору кадрів до збройних сил, включаючи заходи колективного навчання та вступну підготовку, зупинився внаслідок пандемії. Низька кількість новобранців та збільшення плинності кадрів призвели до того, що чисельність збройних сил впала нижче мінімальної. Оскільки міцність сил оборони залежить від компетентного персоналу, військове керівництво попереджало про необхідність термінових заходів для посилення утримання та збільшення набору до збройних сил для вирішення поточної нестачі особового складу силових структур внаслідок COVID-19.

### Фізичне та психічне здоров'я ветеранів збройних сил
Пандемія COVID-19 негативно вплинула на фізичне та психічне здоров'я ветеранів збройних сил. Дослідження показують, що у військових ветеранів, які не мали симптомів безсоння до пандемії, розвинулися або субпорогові, або клінічні симптоми безсоння протягом періоду пандемії.

## Заходи боротьби з поширенням хвороби
Збройні сили в усьому світі вживали низку заходів, щоб мінімізувати вплив пандемії коронавірусної хвороби на готовність військових до виконання завдань. Характер реагування збройних під час пандемії COVID-19 мав значний вплив на міжнародні місії безпеки.

### Азія
27 лютого Південна Корея та США скасували спільні військові навчання, заплановані на березень 2020 року. Збройні сили Ізраїлю запровадили соціальне дистанціювання за допомогою таких заходів, як поділ особового складу на окремі зміни, зменшення кількості персоналу в одному приміщенні, та зведення до мінімуму контакту між військовослужбовцями та цивільними особами. Переведення підрозділів на карантин, використання масок та інших засобів індивідуального захисту та використання дезінфікуючих засобів були іншими методами, прийнятими для стримування поширення хвороби в силах оборони Ізраїлю.

### Європа
11 березня Збройні сили Норвегії скасували навчання «Cold Response 20», у яких планувалася участь персоналу НАТО та союзників.
Під час першої хвилі пандемії COVID-19 в Італії Збройні сили Італії допомагали урядовим структурам задля забезпечення медичної допомоги для цивільного населення, та надання матеріально-технічної підтримки по всій країні, а також стежили за громадським порядком поряд із поліцією.
25 березня президент Франції Емманюель Макрон оголосив про проведення "Операції «Стійкість», щоб дати змогу французьким збройним силам надати підтримку цивільному населенню під час пандемії хвороби у Франції та у заморських територіях Франції.

### Північна Америка

#### США

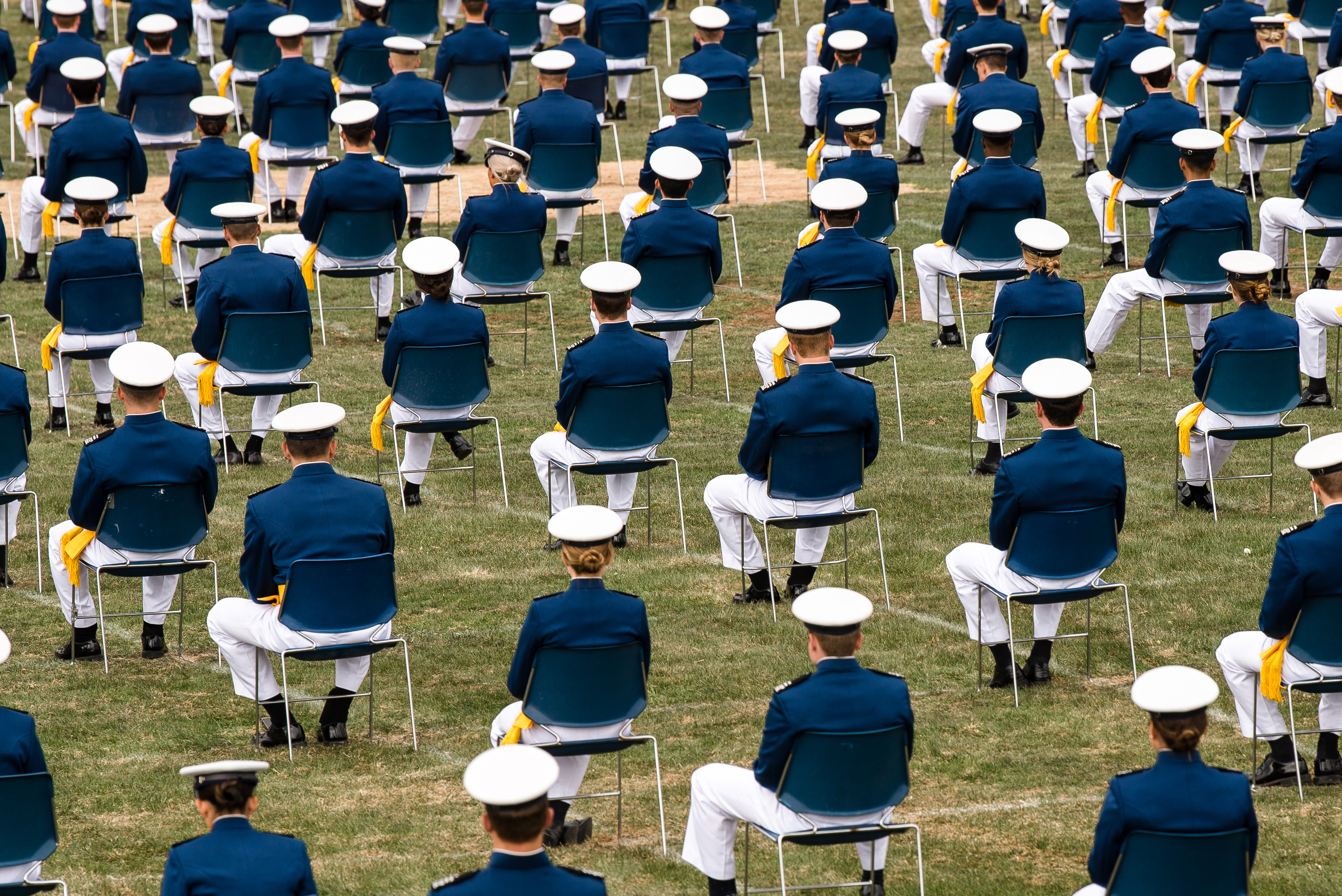
Курсанти Академії ВПС США дотримуються соціального дистанціювання під час церемонії випуску, 18 квітня 2020 року.

Військові навчання у США, заплановані на перше півріччя 2020 року, були скасовані. До скасованих навчань входили спільне вогневе навчання з додатковим навантаженням, створення раптового удару, спільна бойова оцінка та швидке реагування. 16 березня Національна оборонно-промислова асоціація США скасувала галузеву конференцію Сил спеціальних операцій 2020, заплановану на травень 2020 року. 25 березня Міністерство оборони США заборонило розгортання військовослужбовців протягом 60 днів, щоб зменшити поширення хвороби. 27 березня США скасували масштабні навчання із залученням тисяч військових на Філіппінах, які були заплановані на травень 2020 року. Крім того, переміщення персоналу та обладнання із США до Європи також припинилося у зв'язку із небезпекою поширення COVID-19. Усі скасовані навчання мали вирішальне значення для посилення військового потенціалу НАТО та покращення здатності блоку захищатися від російської агресії. 6 квітня 2020 року керівництво збройних сил США у Японії оголосили надзвичайний стан у зв'язку з епідемічною небезпекою на об'єктах рівнини Канто. У травні 2020 року міністерство оборони США опублікувало попередження, в якому вказано, що тим, хто переніс COVID-19, заборонено вступати на контракт до збройних сил. У червні 2020 року ВМС Сполучених Штатів представили вказівки щодо боротьби з COVID-19 і безпечного розгортання сил з відповідними застереження.

##### Виведення військ США з Іраку
20 березня 2020 року командування оперативної групи збройних сил США в Іраку підтвердило, що частина військ будуть виведені з Іраку внаслідок пандемії коронавірусної хвороби.

## Спалахи хвороби серед військовослужбовців

### Військові бази

#### Індія
18 квітня 2020 року повідомлено, що в 21 моряка, які перебували на військово-морській базі «INS Angre» в Мумбаї, підтверджено позитивний результат тестування на коронавірус. Більшість хворих не мали симптомів хвороби, і всі випадки були пов'язані з моряком, у якого підтверджено позитивний тест 7 квітня 2020 року. ВМС Індії підкреслили, що жоден моряк, який знаходився на кораблі чи підводному човні, не був інфікований.

#### Велика Британія

##### Акротирі і Декелія
15 березня було підтверджено перші 2 випадки хвороби на військовій базі в Акротирі і Декелії.

#### США

##### Військово-морська база Гуантанамо
24 березня було підтверджено перший випадок хвороби на військово-морській базі Гуантанамо.

##### Збройні сили США в Кореї
26 лютого 2020 року підтверджено перший випадок коронавірусної хвороби на військовій базі США Кемп-Гамфріс у Південній Кореї.
Станом на 22 квітня 2020 року лабораторно підтверджено загалом 22 випадки SARS-CoV-2 на базах збройних сил США в Кореї: 10 у Кемп-Гамфріс, 8 на базах у Тегу та провінції Північна Кьонсан (бази Кемп-Керролл, Кемп-Генрі та Кемп-Вокер), 3 на авіабазі Осан, і 1 на Кемп-Кейсі

### Військові кораблі
Пандемія коронавірусної хвороби 2019 уже на початку поширились на велику кількість військових кораблів. Характер цих кораблів, який включає контакт з іншими особами в невеликих закритих зонах, та відсутність приватних приміщень для переважної більшості екіпажу, сприяв швидкому поширенню хвороби, навіть більше, ніж на круїзних суднах.